# Hluhluwe–Imfolozi-parken
Hluhluwe–Imfolozi-parken är ett naturreservat i Sydafrika. Den består av 960 km² (96 000 hektar) kuperad terräng och ligger 280 kilometer norr om Durban i centrala Zululand, KwaZulu-Natal. Parken är den enda statliga park i KwaZulu-Natal, där alla djuren i The Big Five förekommer.  På grund av bevarandeåtgärder, har parken numera världens största population av trubbnoshörning.